# Ectactolpium kalaharicum
Ectactolpium kalaharicum es una especie de arácnido del orden Pseudoscorpionida de la familia Olpiidae.

## Distribución geográfica
Se encuentra en el sur de África.